# جزیره پورتو سانتو
جزیره پورتو سانتو (به پرتغالی: Porto Santo) جزیره‌ای متعلق به کشور پرتغال است که در ۴۳ کیلومتری شمال شرقی مادیرا در اقیانوس اطلس واقع شده‌است. این جزیره شمالی‌ترین و شرقی‌ترین جزیره در مجمع‌الجزایر مادیرا به‌شمار می‌رود.